# Нижняя Паленьга
Нижняя Паленьга — деревня в Холмогорском районе Архангельской области.

## География
Находится в центральной части Архангельской области на расстоянии приблизительно 26 км на восток-юго-восток по прямой от административного центра района села Холмогоры на левом берегу реки Пинега.

## История
Отмечена была еще на карте 1829 года. До 2022 года входила в Усть-Пинежское сельское поселение до его упразднения.

## Население
Численность населения: 25 человек (русские 100 %) в 2002 году, 11 в 2010.